# Brus Laguna
Brus Laguna es un municipio del departamento de Gracias a Dios en la República de Honduras.

## Toponimia
El nombre Brus Laguna puede provenir de Brewer’s Lagoon o Bruss Lagoon, en alusión a un pirata inglés de nombre Bloody Brewer (o Talira Brewer), quien estableció un fuerte en los cayos o islas de la laguna para atacar a los galeones españoles en el siglo XVII. Estas islas son históricamente conocidas como Wood Kika, hoy llamadas Cannon Islands o Cayos Cañones.

## Límites
Está situado junto a la laguna de Brus o Cartina, al este del país y en el extremo noroccidental del departamento de Gracias a Dios.
Sin embargo, Brus Laguna sufre un cierto aislamiento, pues no se puede acceder a ella ni por autopista ni por ferrocarril.
| Orientación | Límite                                             |
| ----------- | -------------------------------------------------- |
| Norte       | Mar Caribe                                         |
| Sur         | Municipio de Wampusirpe, Gracias a Dios            |
| Este        | Municipio de Juan Francisco Bulnes, Gracias a Dios |
| Este        | Municipio de Iriona, Colón                         |
| Oeste       | Municipio de Ahuas, Gracias a Dios                 |

Brus Laguna es la cabecera municipal del municipio del mismo nombre en el departamento de Gracias a Dios en Honduras. Este departamento conocido históricamente como La Moskitia es el territorio actual de los indígenas miskitos, pech y tawahkas.

## Clima
Su clima es cálido, y las precipitaciones abundantes y regulares, de más de 3000 mm al año. Las temperaturas oscilan entre los 22 °C y los 30 °C. 

## Flora y fauna
La vegetación de la zona es abundante, y la fauna silvestre de la zona es muy diversa. 

## Historia
En 1811 fue fundado Brus Laguna.
En 1957 (5 de agosto), Brus Laguna se erigió en municipio.

## Población
Actualmente la población del municipio es de aproximadamente 11.000 habitantes. La cabecera Brus Laguna cuenta con aproximadamente 7000 habitantes.
El término municipal está conformado por nueve aldeas y 53 caseríos, que en total suman 9477 habitantes.

## Economía
Es centro agrícola (pesca, cocos y bananas) y administrativo. Además posee aeródromo y una actividad turística considerable.

## División política
Aldeas: 7 (2013)
Caseríos: 53 (2013)
| Código | Aldea           |
| ------ | --------------- |
| 090201 | Brus Laguna     |
| 090202 | Barra Patuca    |
| 090203 | Belén           |
| 090204 | Cocobila        |
| 090205 | Las Marías      |
| 090206 | Nueva Jerusalén |
| 090207 | Río Plátano     |